# Eidonomie
Eidonomie (von altgriechisch εἶδος eidos, deutsch ‚Aussehen‘, ‚Form‘, ‚Bild‘ und νομή nomé, deutsch ‚Verteilung‘) ist die Lehre von der äußeren Gestalt von Organismen, ist also wie die Anatomie (Lehre von der inneren Gestalt) ein Teilgebiet der Morphologie.
In der Eidonomie werden Form, Größe und Farbe ganzer Organismen betrachtet, ebenso wie ihre Teilstrukturen wie z. B. Körperanhänge, Schalenbildungen, Segmentierungen, Körperöffnungen und dergleichen. Die Eidonomie trägt damit zur Aufstellung von Lebensformtypen bei, da diese Merkmale meistens in engem Zusammenhang zur Lebensweise der Organismen stehen. In der vergleichenden Morphologie liefert sie Aussagen zu Homologien und stammesgeschichtlichen Entwicklungen (Phylogenetik).